# Благодатненский сельский совет (Скадовский район)
Благодатненский сельский совет (укр. Благодатненська сільська рада) — входит в состав
Скадовского района
Херсонской области
Украины.
Административный центр сельского совета находится в 
пос. Благодатное
.

## Населённые пункты совета
- пос. Благодатное
- с. Грушёвка
- с. Зелёное
- с. Петропавловка
- с. Радостное